# Sida caulorrhiza
Sida caulorrhiza är en malvaväxtart som beskrevs av Antonio Krapovickas. Sida caulorrhiza ingår i släktet sammetsmalvor, och familjen malvaväxter. Inga underarter finns listade i Catalogue of Life.